# Aminoaciduria
Aminoaciduria es un término médico que designa la presencia anormal de aminoácidos en la orina. Es normal encontrar pequeñas cantidades de aminoácidos en orina, sin embargo el incremento de los niveles considerados normales es un síntoma que puede indicar la existencia de distintas enfermedades, por ejemplo la fenilcetonuria.

## Causas
La eliminación de cantidades elevadas de aminoácidos a través de la orina puede deberse a errores congénitos del metabolismo de los aminoácidos o bien a un trastorno renal que causa una deficiente absorción de aminoácidos a nivel del túbulo renal. Entre las enfermedades del metabolismo que producen aminoaciduria se encuentran la fenilcetonuria, la tirosinemia hereditaria, la alcaptonuria, la homocistinuria, osteomalacia, hiperparatiroidismo, enfermedad de Canavan y la glicinuria. Entre las enfermedades renales, una de las más frecuentes es el Síndrome de Fanconi.